# Liljeörn
Liljeörn är sentida konventionell benämning på en medeltida dansk-svensk frälsesläkt som härstammar från Ivar Jensen Dyre till Tirsbaek  och som på grund av tveksamheter kring vapentolkningen (tidigare uppfattat som vingat svärd) har sammanblandats med ätten som kallas vingat svärd. Ätten antas ha dött ut under 1600-talet och introducerades därför inte vid Svenska Riddarhusets grundande 1625. Den har ibland sammanblandats med ätten vingat svärd.
Vapen: en osäker och otydlig beskrivning av vapnet, baserat på sigill, tolkat av Jan Liedgren som kluven sköld med en halv lilja i höger fält och en halv fläkt örn i vänster fält, vilket gett ätten dess namn. 
- Ivar Jensen Dyre till Tirsbaek

1. 1477 stadfäster väpnaren Jöns Ivarsson (Liljeörn) sin hustru Cecilias gåva av en gård i Sävsta (nuvarande Sävstaholm) i Vingåkers socken till Julita kloster.[3]
  1. Jöns Jönsson (Liljeörn)
  2. Riksrådet Måns Jönsson (Liljeörn) till Strömsta (död mellan 1541 och 1544) var gift Karin Axelsdotter (Thott) (död 1558). [4]
    1. Hans dotter Carin Månsdotter (Liljeörn) till Edeby, (död 1604) gifte sig i Stockholm den 25 november 1582 med Arvid Gustafsson (Stenbock) (född 1541) som förlorade sina ämbeten 1596 och lämnade därefter Sverige för Polen, men återfick både förläningar och arvegods av hertig Karl 1599. Carin Månsdotter återfick 1602 Edeby och sina till kronan indragna övriga gods.[5]

  3. Ivar Ivarsson (Liljeörn)
    1. Riddaren och riksrådet Ivar Ivarsson (Liljeörn) (född omkring 1528) trolovades vid Kyndelsmäss 1566 med Karin Göransdotter (Gyllenstierna) med laga fästning och sänggående, men 1567 anklagades Ivar Ivarsson för högförräderi och mördades på Trefaldighetsaftonen tillsammans med Svante Sture, hans son Nils, kungens lärare Dionysius Beurræus och några andra stormän på Uppsala slott av kung Eriks drabanter under Sturemorden, innan de hade genomgått en vigselceremoni. Paret fick 1567 en son, Ivar Ivarsson, född postumt efter faderns död. Karin Göransdotter var efter sin trolovades död engagerad i en arvstvist som varade i resten av hennes liv. År 1587 avgjorde kungen att trolovningen var giltig och gällde som äktenskap med arvsrätt, något som slutligen bekräftades 1590. Hennes son Ivar avled dock samma år, och därefter gällde tvisten endast hennes och inte hans arv. [6]
      1. Ivar Ivarsson d.y., född 1567, död 1590.